# Jules Koundé
Jules Olivier Koundé (Paris, 12 de novembro de 1998) é um futebolista francês que atua como zagueiro e lateral-direito. Atualmente defende o Barcelona.

## Carreira do clube

### Bordeaux

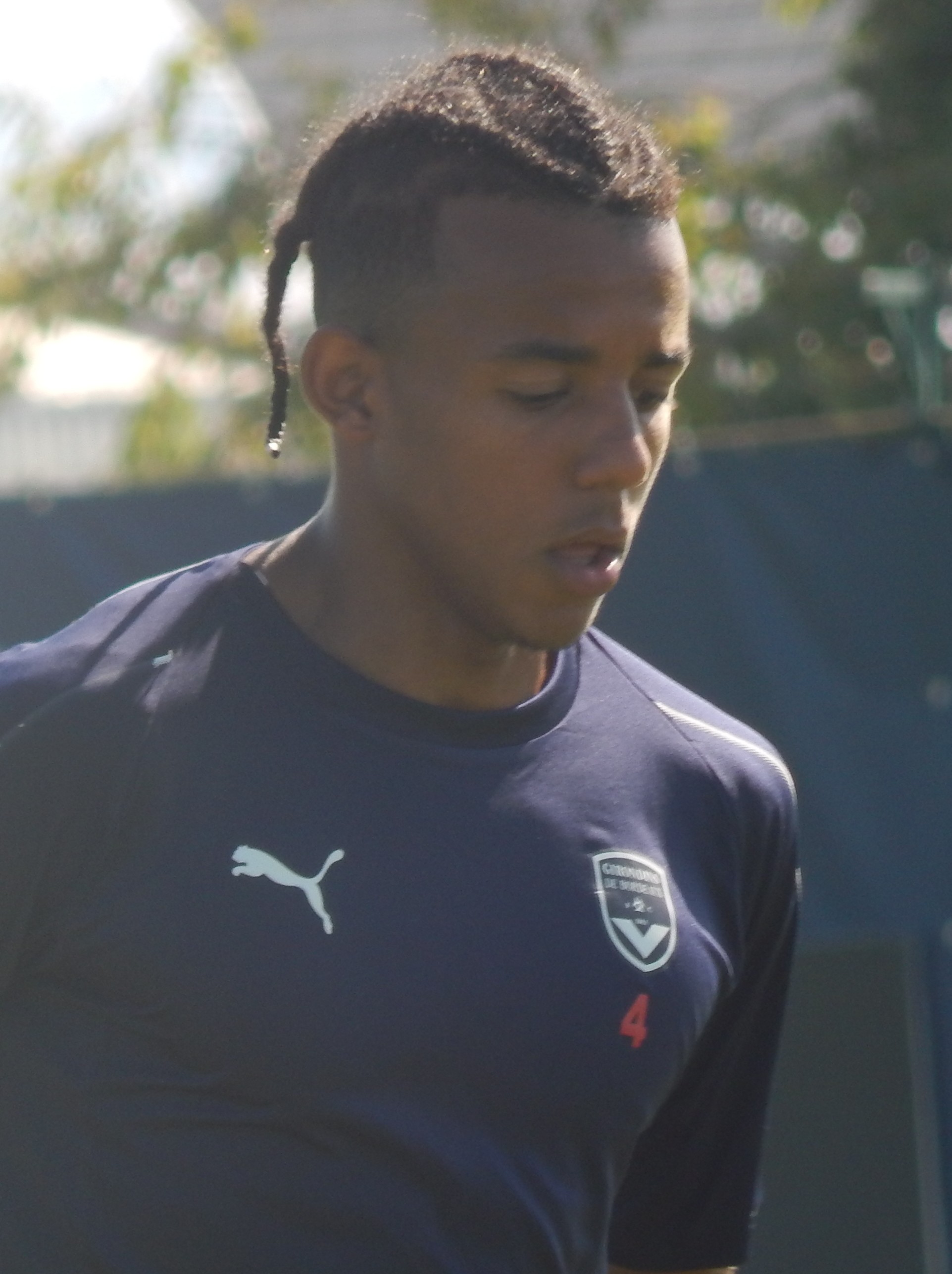
Koundé pelo em 2018

Koundé estreou pelo Bordeaux na derrota por 2–1 na Copa da França fora para o US Granville na rodada de 64 em 7 de janeiro de 2018, jogando os 90 minutos do tempo normal e os 30 minutos do tempo extra. Ele começou sua estreia na Ligue 1 pelo Bordeaux em uma vitória por 1–0 fora sobre o Troyes em 13 de janeiro de 2018. Em 10 de fevereiro de 2018, Koundé marcou o gol de abertura da vitória em casa na Ligue 1 por 3-2 sobre o Amiens; foi seu primeiro gol na Ligue 1 na carreira e seu primeiro gol competitivo pelo time titular do Bordeaux.

### Sevilla
Em 3 de julho de 2019, ele assinou pelo clube espanhol Sevilla. A taxa de transferência paga ao Bordeaux foi relatada em 25 milhões de euros.

### Barcelona
No dia 28 de julho de 2022, Koundé foi contratado pelo Barcelona. O clube catalão pagou 50 milhões de euros para contar com o zagueiro.

## Seleção Francesa
Em 18 de maio de 2021, Koundé foi selecionado por Didier Deschamps como parte dos 26 jogadores que formaram a Seleção Francesa para a Euro de 2020. Ele fez sua estreia em 2 de junho de 2021, em um amistoso contra o País de Gales, substituindo Benjamin Pavard no intervalo.

## Vida pessoal
Koundé é descendente de beninenses e franceses.

## Títulos
Sevilla
- Liga Europa da UEFA: 2019–20

Barcelona
- La Liga: 2022–23 e 2024–25[10]
- Supercopa da Espanha: 2022–23 e 2024–25
- Copa del Rey: 2024–25[11]

Seleção Francesa
- Liga das Nações da UEFA: 2020–21

### Prêmios individuais
- Equipe da Temporada de La Liga: 2024–25[12]